# Amatőr ökölvívó-világbajnokság
Az Amatőr ökölvívó-világbajnokságok az Nemzetközi Amatőr Ökölvívó Szövetség (AIBA) által szervezett ökölvívó versenyek. Eleinte négyévente az olimpiai ciklus közepén rendezték, majd áttértek a kétévenkénti (minden páratlan évben) lebonyolításra. A küzdelmek egyenes kieséses rendszerben zajlanak és mindkét elődöntő vesztese bronzérmet kap.
Súlycsoportok száma:
- 1974-1978: 11
- 1982-2001: 12
- 2003-tól : 11

## Amatőr ökölvívó-világbajnokságok
| Év   | #                                  | Rendező                            | Dátum                         |
| ---- | ---------------------------------- | ---------------------------------- | ----------------------------- |
| 1974 | 1. amatőr ökölvívó-világbajnokság  | Havanna, Kuba                      | augusztus 17. – 30.           |
| 1978 | 2. amatőr ökölvívó-világbajnokság  | Belgrád, Jugoszlávia               | május 6. – 20.                |
| 1982 | 3. amatőr ökölvívó-világbajnokság  | München, NSZK                      | május 4. – 15.                |
| 1986 | 4. amatőr ökölvívó-világbajnokság  | Reno, Amerikai Egyesült Államok    | május 8. – 18.                |
| 1989 | 5. amatőr ökölvívó-világbajnokság  | Moszkva, Szovjetunió               | szeptember 17. – október 1.   |
| 1991 | 6. amatőr ökölvívó-világbajnokság  | Sydney, Ausztrália                 | november 15. – 23.            |
| 1993 | 7. amatőr ökölvívó-világbajnokság  | Tampere, Finnország                | május 7. – 16.                |
| 1995 | 8. amatőr ökölvívó-világbajnokság  | Berlin, Németország                | május 4. – 15.                |
| 1997 | 9. amatőr ökölvívó-világbajnokság  | Budapest, Magyarország             | október 18. – 26.             |
| 1999 | 10. amatőr ökölvívó-világbajnokság | Houston, Amerikai Egyesült Államok | augusztus 15. – 29.           |
| 2001 | 11. amatőr ökölvívó-világbajnokság | Belfast, Észak-Írország            | június 3. – 10.               |
| 2003 | 12. amatőr ökölvívó-világbajnokság | Bangkok, Thaiföld                  | július 6. – 13.               |
| 2005 | 13. amatőr ökölvívó-világbajnokság | Mienjang, Kína                     | november 13. – 20.            |
| 2007 | 14. amatőr ökölvívó-világbajnokság | Chicago, Amerikai Egyesült Államok | október 23. – november 3.     |
| 2009 | 15. amatőr ökölvívó-világbajnokság | Milánó, Olaszország                | szeptember 1. – 12.           |
| 2011 | 16. amatőr ökölvívó-világbajnokság | Baku, Azerbajdzsán                 | szeptember 22. – október 10.  |
| 2013 | 17. amatőr ökölvívó-világbajnokság | Almati, Kazahsztán                 | október 14. – 26.             |
| 2015 | 18. amatőr ökölvívó-világbajnokság | Doha, Katar                        | október 5. – 18.              |
| 2017 | 19. amatőr ökölvívó-világbajnokság | Hamburg, Németország               | augusztus 25. – szeptember 3. |
| 2019 | 20. amatőr ökölvívó-világbajnokság | Jekatyerinburg, Oroszország        | szeptember 7. – 21.           |
| 2021 | 21. amatőr ökölvívó-világbajnokság | , Belgrád, Szerbia                 |                               |
| 2023 | 22. amatőr ökölvívó-világbajnokság | , Bogotá, Kolumbia                 |                               |

## Országok listája szerzett világbajnoki aranyak szerint
| \| Ország \| Aranyérmek \| \| ------------------------- \| ---------- \| \| Kuba \| 62 \| \| Oroszország \| 17 \| \| Amerikai Egyesült Államok \| 16 \| \| Szovjetunió \| 15 \| \| Bulgária \| 7 \| \| Románia \| 7 \| \| Kazahsztán \| 6 \| \| Üzbegisztán \| 4 \| \| Magyarország \| 3 \| \| NSZK \| 3 \| \| Olaszország \| 3 \| \| Dél-Korea \| 2 \| \| Franciaország \| 2 \| \| Kína \| 2 \| \| Törökország \| 2 \| \| Anglia \| 1 \| \| Azerbajdzsán \| 1 \| \| Grúzia \| 1 \| \| Jugoszlávia \| 1 \| \| Kenya \| 1 \| \| Lengyelország \| 1 \| \| NDK \| 1 \| \| Nigéria \| 1 \| \| Örményország \| 1 \| \| Puerto Rico \| 1 \| \| Thaiföld \| 1 \| \| Uganda \| 1 \| \| összesen \| 163 \| |            |
| Ország | Aranyérmek |
| Kuba | 62         |
| Oroszország | 17         |
| Amerikai Egyesült Államok | 16         |
| Szovjetunió | 15         |
| Bulgária | 7          |
| Románia | 7          |
| Kazahsztán | 6          |
| Üzbegisztán | 4          |
| Magyarország | 3          |
| NSZK | 3          |
| Olaszország | 3          |
| Dél-Korea | 2          |
| Franciaország | 2          |
| Kína | 2          |
| Törökország | 2          |
| Anglia | 1          |
| Azerbajdzsán | 1          |
| Grúzia | 1          |
| Jugoszlávia | 1          |
| Kenya | 1          |
| Lengyelország | 1          |
| NDK | 1          |
| Nigéria | 1          |
| Örményország | 1          |
| Puerto Rico | 1          |
| Thaiföld | 1          |
| Uganda | 1          |
| összesen | 163        |